# 大蘇努庫利湖

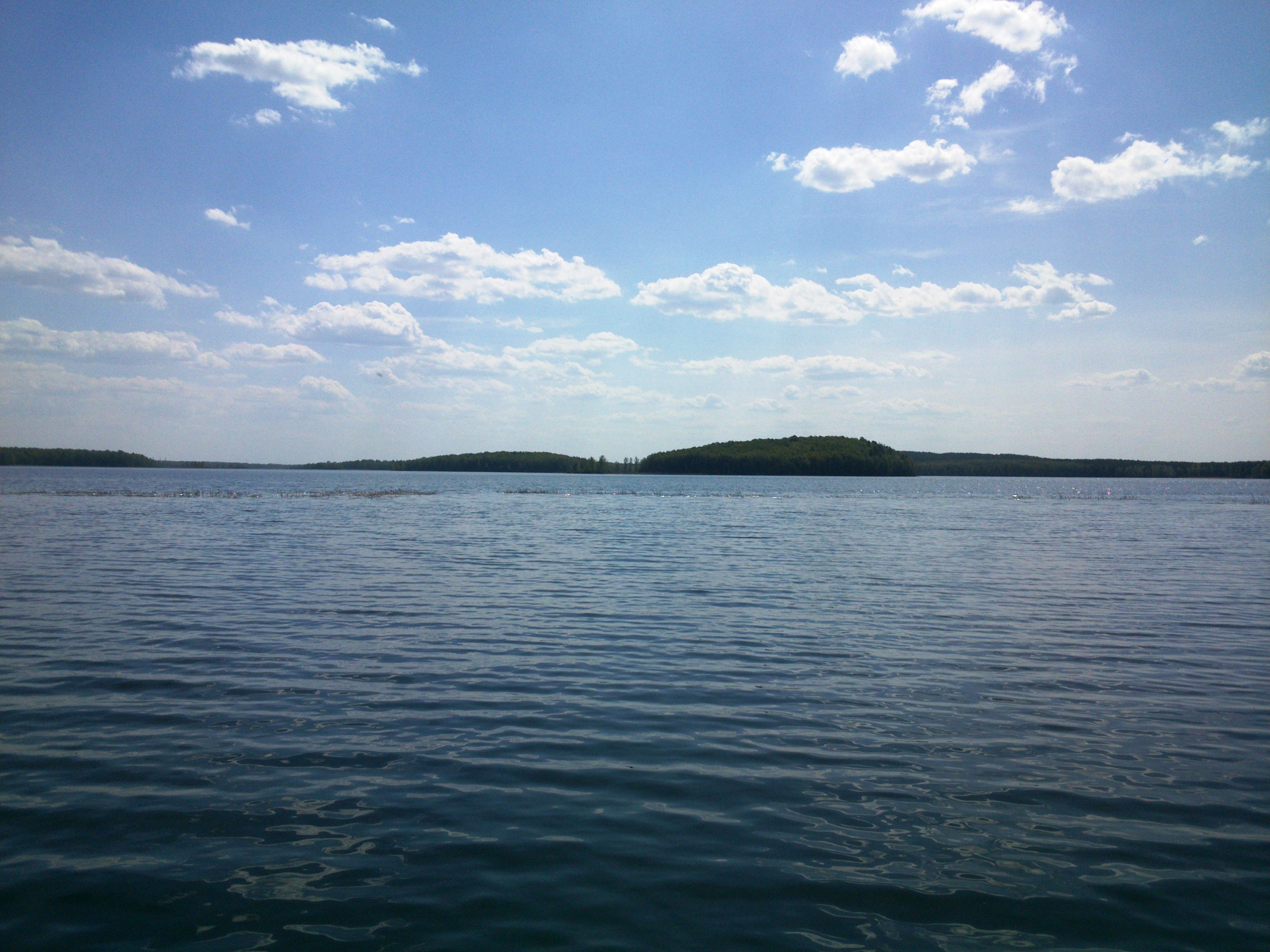

55°03′55″N 60°23′24″E / 55.06528°N 60.39000°E
大蘇努庫利湖（俄语：Большой Сунукуль），是俄羅斯的湖泊，位於該國西南部車里雅賓斯克州，由切巴爾庫爾區負責管轄，面積8.24平方公里，平均水深5.5米，最大水深8米。